# Miklós Horthy Ml.
Miklós Horthy de Nagybánya II (mađ. Horthy Miklós; Pula, 14. veljače 1907. – Estoril, 28. ožujka 1993.), najmlađi sin mađarskoga regenta i admirala Miklósa Horthyja i političar sve do kraja 2. svjetskog rata. Njegov brat bio je István Horthy.